# Ctenus denticulatus
Ctenus denticulatus este o specie de păianjeni din genul Ctenus, familia Ctenidae. A fost descrisă pentru prima dată de Simon, 1884. Conform Catalogue of Life specia Ctenus denticulatus nu are subspecii cunoscute.